# ATE Id
Die ATE Id waren zwei Schnellzug-Schlepptenderlokomotiven der k.k. priv. Aussig-Teplitzer Eisenbahn (ATE).

## Geschichte
Die beiden Maschinen wurden 1902 von der ATE bei der Lokomotivfabrik der StEG beschafft und erhielten die Betriebsnummern 145 und 146.
Sie waren baugleich mit Ausnahme des Antriebs.
Die 145 war eine Zweizylinder-Nassdampf-Zwillingsmaschine, die 146 eine Dreizylinder-Nassdampf-Verbundmaschine.
Gemeinsam war ihnen die äußere Heusinger-Steuerung.
Die 146 besaß zusätzlich für den Innenzylinder eine Stephenson-Steuerung.
Anlässlich der Verstaatlichung der ATE 1924 kamen die beiden Fahrzeuge zur Tschechoslowakischen Staatsbahn ČSD, die ihnen die Bezeichnung 334.401 und 402 gab. Die ČSD unterzog die beiden Maschinen einem Umbau, der aus der Verbund- eine Zwillingsmaschine machte. Im Gegenzug erhielt die ursprüngliche Zwillingslok größere Zylinder von 510 mm Durchmesser, um 20 mm größere Treib- und um 45 mm größere Laufräder.
Nach dem Umbau wurden sie als ČSD 344.337 und 344.338 bezeichnet.
Während des Zweiten Weltkriegs trugen die beiden Maschinen die Nummern 54 537 und 538 der Deutschen Reichsbahn.